# Ball Arena
Le Ball Arena (surnommé The Can,) est une salle omnisports  située à l'est du Six Flags Elitch Gardens, sur Chopper Circle, dans le district de Central Valley Platte à Denver, Colorado. Le bâtiment sert principalement pour le sport et les concerts.
Depuis 1999, c'est la patinoire de l'Avalanche du Colorado, une franchise de hockey sur glace évoluant en Ligue nationale de hockey ainsi que le parquet des Nuggets de Denver qui sont une franchise de basket-ball de la National Basketball Association. En 2003, l'arène eu deux nouveaux locataires que sont le Mammoth du Colorado de la National Lacrosse League et le Crush du Colorado de l'Arena Football League. Le Ball Arena a une capacité de 19 155 places pour le basket-ball, 18 007 pour le hockey sur glace et la crosse puis 17 417 pour le football américain en salle. Il dispose de 95 suites de luxes, 1 900 sièges de club et 4 534 places de parking.

## Histoire
La construction du Ball Arena avait commencé le 20 novembre 1997 sur un site de 18 600 mètres carrés (4.6 acre) et son achèvement le 1er octobre 1999 a été marqué par un concert de Céline Dion. Le premier match de saison des Nuggets de Denver dans leur nouveau domicile se déroula le 2 novembre 1999 contre les Suns de Phoenix, les Nuggets furent vainqueur 107 à 102.
Le bâtiment fut édifié en vue d'un projet visant à améliorer les structures sportives de la ville, mais aussi pour remplacer la vétuste McNichols Sports Arena (environ 17 000 places) qui fut démolie en 1999. Le projet comprenait le Coors Field, stade des Rockies du Colorado, et l'INVESCO Field at Mile High, terrain des Broncos de Denver.
L'élaboration de l'arène s'éleva à un coût de construction de 164,5 millions de dollars. Les plans et l'architecture furent dessinés par la société HOK Sport et elle est la propriété du milliardaire Stan Kroenke, dont la fortune est estimée à 2,1 milliards de dollars. La compagnie Pepsi acheta les droits d'appellation du Center pour 68 millions de dollars sur 20 ans.
Le complexe comprend une salle d'entraînement de basket-ball utilisée par les Nuggets, le restaurant Blue Sky Grill ainsi qu'une sculpture suspendue qui représente plusieurs athlètes en action.
Le Ball Arena a organisé des concerts comme celui de Céline Dion en 1999, le Match des étoiles de la Ligue nationale de hockey de 2001, le NBA All-Star Game 2005, l'édition 2003 de WWE Vengeance (Kurt Angle avait vaincu Brock Lesnar et Big Show), les finales de la Coupe Stanley de 2001 et de multiples tournois de la NCAA. La ville de Denver fut sélectionnée pour organiser le 2008 Democratic National Convention, et le Ball Arena servira comme le lieu de rassemblement.
Depuis le début de la saison 2013-2014 de la LNH et de la NBA, un nouveau tableau d'affichage central (de type Cowboys Stadium) s'est installé dans le plafond du Ball Arena. Conçu par Daktronics, le nouveau tableau est devenu le plus grand dans les deux ligues.
Le 22 octobre 2020, KSE annonce un nouveau partenariat avec l'entreprise Ball Corporation et change le nom de l'aréna pour Ball Arena.

## Événements
- Concert inauguratif de Céline Dion, 1er octobre 1999
- 51e Match des étoiles de la Ligue nationale de hockey, 4 février 2001
- Finales de la Coupe Stanley, 2001
- Centrix Financial Grand Prix of Denver, 2002 à 2006
- WWE Vengeance, 27 juillet 2003
- Match des étoiles de la National Lacrosse League, 2004
- Mountain West Conference men's basketball tournament, 2004 à 2006
- NBA All-Star Game 2005, 20 février 2005
- Dew Action Sports Tour Right Guard Open, 13-16 juillet 2006
- NCAA Frozen Four West Regional, 24-25 mars 2007
- NCAA Frozen Four, 10-12 avril 2008
- 2008 Democratic National Convention, 25-28 août 2008
- Concert de Madonna (The MDNA Tour), le 18 octobre 2012
- Concerts de Lady Gaga : The Monster Ball Tour en 2010, artRAVE : The ARTPOP Ball le 6 août 2014 puis dernièrement Joanne World Tour le 12 décembre 2017
- Raw du 17 février 2014
- Concert de Madonna (The Celebration Tour), le 19 mars 2024

## Galerie

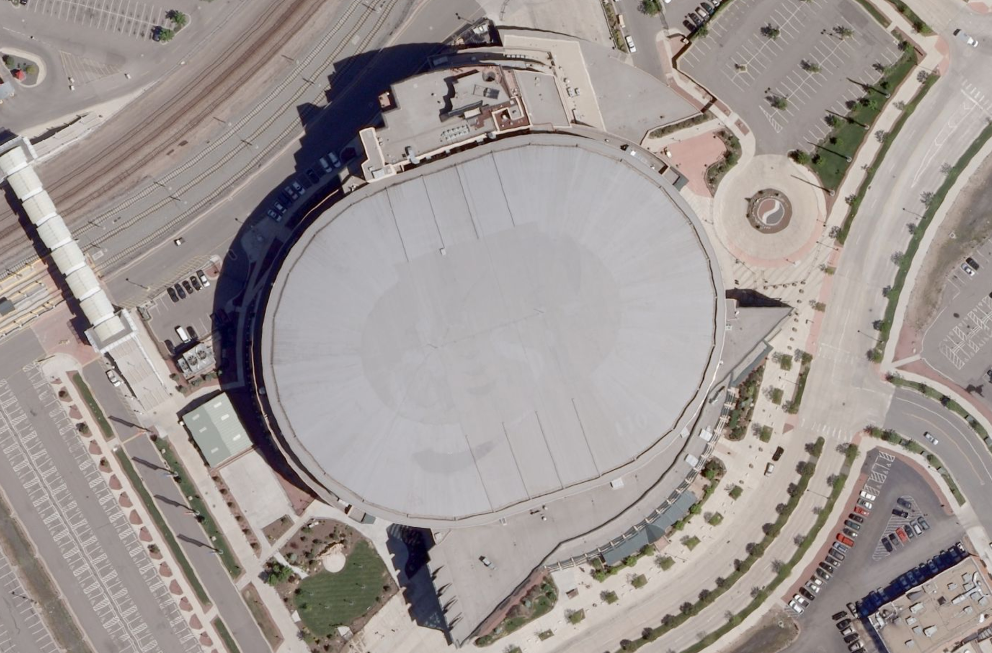
Image satellite
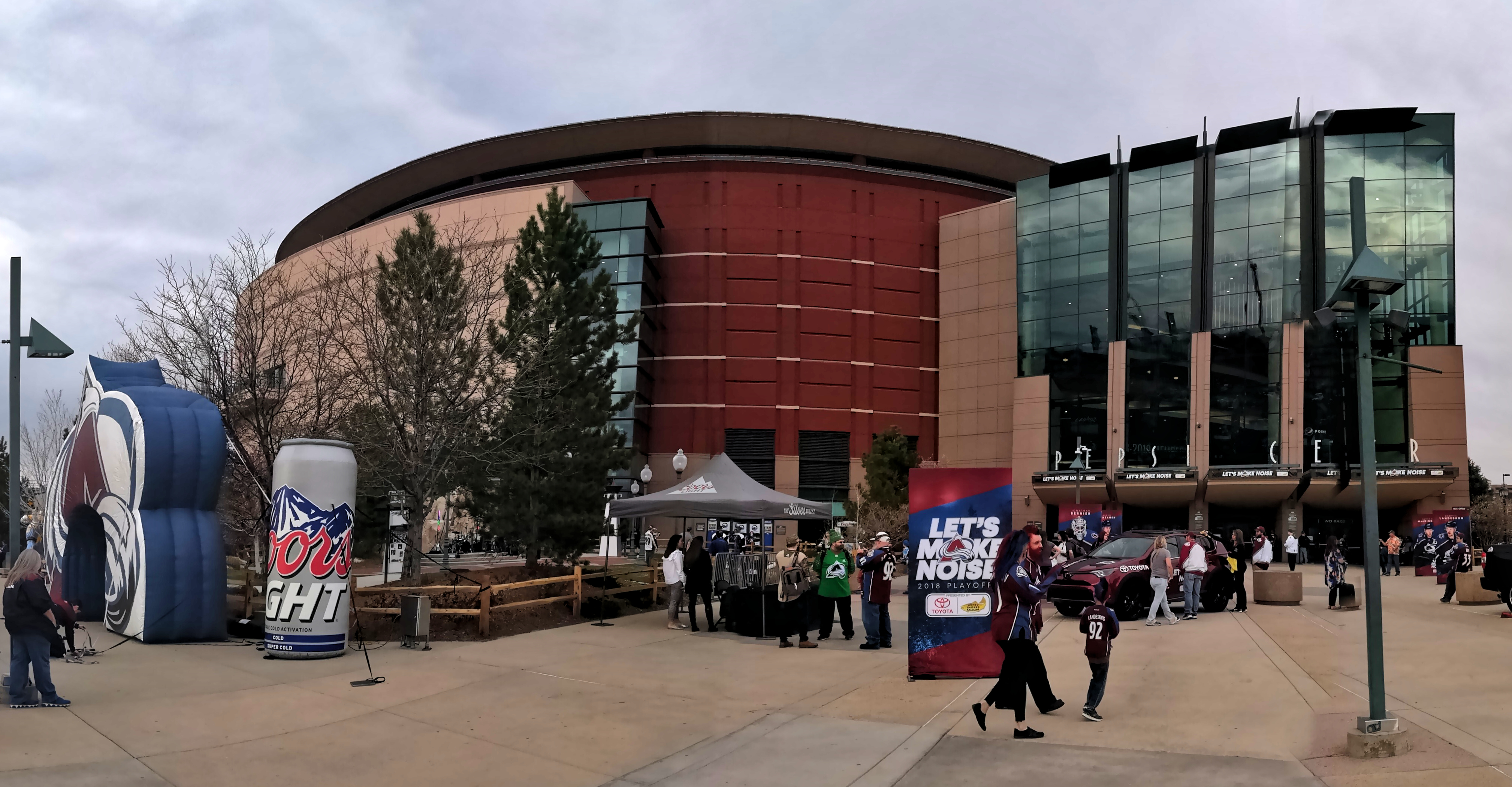
Vue extérieure
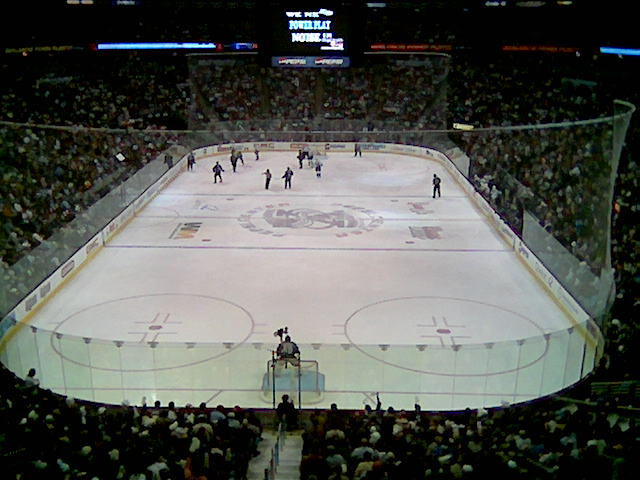
Match de hockey sur glace
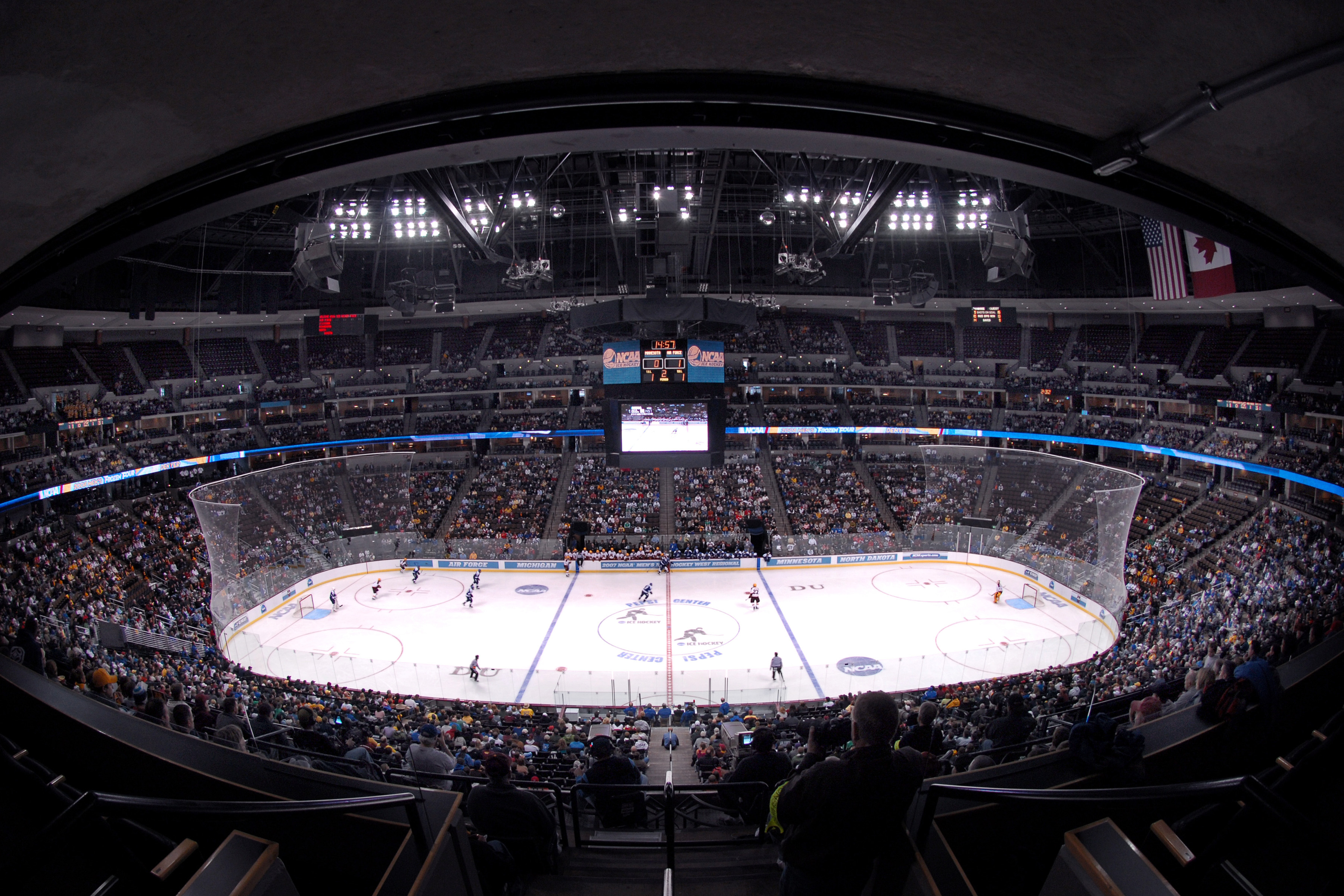
Panorama intérieur
Ancien logo